# Österreichische Staatsmeisterschaften in der Leichtathletik 2018
Die Österreichischen Staatsmeisterschaften 2018 in der Leichtathletik (auch: Österreichische Leichtathletikstaatsmeisterschaften oder Österreichische Leichtathletik-Staatsmeisterschaften) sowie die ÖM Langstaffeln U18 fanden am 21. und 22. Juli 2018 in der Leopold-Wagner-Arena in Klagenfurt statt.

## Frauen

### 100 m
| Platz | Athletin            | Zeit (s) |
| ----- | ------------------- | -------- |
| 1     | Alexandra Toth      | 11,51    |
| 2     | Savannah Mapalagama | 11,78    |
| 3     | Magdalena Lindner   | 12,04    |

### 200 m
| Platz | Athletin            | Zeit (s) |
| ----- | ------------------- | -------- |
| 1     | Alexandra Toth      | 23,65    |
| 2     | Savannah Mapalagama | 23,81    |
| 3     | Susanne Walli       | 23,82    |

### 400 m
| Platz | Athletin              | Zeit (s) |
| ----- | --------------------- | -------- |
| 1     | Susanne Walli         | 53,68    |
| 2     | Sigrid Portenschlager | 57,56    |
| 3     | Verena Wiederin       | 57,78    |

### 800 m
| Platz | Athletin         | Zeit (min) |
| ----- | ---------------- | ---------- |
| 1     | Anna Baumgartner | 2:12,05    |
| 2     | Carina Reicht    | 2:12,54    |
| 3     | Laura Ripfel     | 2:12,78    |

### 1500 m
| Platz | Athletin       | Zeit (min) |
| ----- | -------------- | ---------- |
| 1     | Nada Ina Pauer | 4:27,36    |
| 2     | Carina Reicht  | 4:30,74    |
| 3     | Sandrina Illes | 4:31,44    |

### 5000 m
| Platz | Athletin            | Zeit (min) |
| ----- | ------------------- | ---------- |
| 1     | Sandrina Illes      | 16:47,22   |
| 2     | Katharina Kreundl   | 16:47,54   |
| 3     | Bernadette Schuster | 17:31,32   |

### 100 m Hürden (84,0)
| Platz | Athletin          | Zeit (s) |
| ----- | ----------------- | -------- |
| 1     | Stephanie Bendrat | 12,94    |
| 2     | Beate Schrott     | 13,18    |
| 3     | Karin Strametz    | 13,44    |

### 400 m Hürden (76,2)
| Platz | Athletin              | Zeit (s) |
| ----- | --------------------- | -------- |
| 1     | Sigrid Portenschlager | 62,18    |
| 2     | Thea Grubesic         | 62,46    |
| 3     | Magdalena Baur        | 63,61    |

### 4 × 100 m
| Platz | Athletinnen                                                                             | Zeit (s) |
| ----- | --------------------------------------------------------------------------------------- | -------- |
| 1     | Sigrid Portenschlager Savannah Mapalagama Sarah Zimmer Annette Heriszt (DSG Wien)       | 46,77    |
| 2     | Romana Zeitlhofer Susanne Walli Johanna Plank Alexandra Scheftner (TGW Zehnkampf-Union) | 46,86    |
| 3     | Linda Hinterreiter, Katharina Taitl, Lisa Wiesmayr, Jana Schnabel (ULC Linz Oberbank)   | 47,89    |

### Hochsprung
| Platz | Athletin                    | Höhe (m) |
| ----- | --------------------------- | -------- |
| 1     | Sarah Zimmer                | 1,71     |
| 2     | Ivona Dadic                 | 1,71     |
| 3     | Hanna Elisabeth Kronsteiner | 1,58     |

### Stabhochsprung
| Platz | Athletin       | Höhe (m) |
| ----- | -------------- | -------- |
| 1     | Agnes Hodi     | 3,93     |
| 2     | Lea Lang       | 3,50     |
| 3     | Katrin Preiner | 3,40     |

### Weitsprung
| Platz | Athletin       | Weite (m) |
| ----- | -------------- | --------- |
| 1     | Ivona Dadic    | 6,28      |
| 2     | Karin Strametz | 6,27      |
| 3     | Verena Mayr    | 6,00      |

### Dreisprung
| Platz | Athletin           | Weite (m) |
| ----- | ------------------ | --------- |
| 1     | Michaela Egger     | 12,58     |
| 2     | Isabella Pomarolli | 12,00     |
| 3     | Jana Schnabel      | 11,91     |

### Kugel (4,00) kg
| Platz | Athletin             | Weite (m) |
| ----- | -------------------- | --------- |
| 1     | Christina Scheffauer | 14,33     |
| 2     | Verena Mayr          | 14,27     |
| 3     | Ivona Dadic          | 14,03     |

### Diskus (1,00 kg)
| Platz | Athletin             | Weite (m) |
| ----- | -------------------- | --------- |
| 1     | Djeneba Touré        | 53,00     |
| 2     | Veronika Watzek      | 49,76     |
| 3     | Stefanie Waldkircher | 46,01     |

### Hammer (4,00 kg)
| Platz | Athletin             | Weite (m) |
| ----- | -------------------- | --------- |
| 1     | Bettina Weber        | 55,21     |
| 2     | Tatjana Meklau       | 53,91     |
| 3     | Christina Scheffauer | 49,94     |

### Speer (600 gr)
| Platz | Athletin      | Weite (m) |
| ----- | ------------- | --------- |
| 1     | Patricia Madl | 47,26     |
| 2     | Ivona Dadic   | 46,68     |
| 3     | Noemi Luyer   | 44,43     |

### 3 × 800 m (wU18)
| Platz | Athletinnen                                                     | Zeit (min) |
| ----- | --------------------------------------------------------------- | ---------- |
| 1     | Yoko Zyka Mahawa Cidibe Emilie Genis (DSG Wien)                 | 7:28,70    |
| 2     | Julia Brunner Lisa Frank Anna Koch (SV Thörl-Maglern)           | 7:23,11    |
| 3     | Sofie Pasch Ida Danner Agnes Danner (Sportunion IGLA long life) | 7:30,48    |

## Männer

### 100 m
| Platz | Athlet             | Zeit (s) |
| ----- | ------------------ | -------- |
| 1     | Markus Fuchs       | 10,38    |
| 2     | Maximilian Münzker | 10,71    |
| 3     | Andreas Meyer      | 10,88    |

### 200 m
| Platz | Athlet             | Zeit (s) |
| ----- | ------------------ | -------- |
| 1     | Samuel Reindl      | 21,39    |
| 2     | Maximilian Münzker | 21,48    |
| 3     | Nico Garea         | 21,64    |

### 400 m
| Platz | Athlet          | Zeit (s) |
| ----- | --------------- | -------- |
| 1     | Dominik Hufnagl | 47,00    |
| 2     | Felix Einramhof | 48,80    |
| 3     | Leo Köhldorfer  | 48,94    |

### 800 m
| Platz | Athlet            | Zeit (min) |
| ----- | ----------------- | ---------- |
| 1     | Leon Kohn         | 1:54,84    |
| 2     | Paul Stüger       | 1:55,43    |
| 3     | Dominik Stadlmann | 1:55,60    |

### 1500 m
| Platz | Athlet            | Zeit (min) |
| ----- | ----------------- | ---------- |
| 1     | Andreas Vojta     | 3:54,35    |
| 2     | Dominik Stadlmann | 3:55,30    |
| 3     | Paul Stüger       | 3:55,99    |

### 5000 m
| Platz | Athlet                | Zeit (min) |
| ----- | --------------------- | ---------- |
| 1     | Andreas Vojta         | 14:41,72   |
| 2     | Hans-Peter Innerhofer | 14:42,37   |
| 3     | Luca Sinn             | 14:44,87   |

### 110 m Hürden (106,7)
| Platz | Athlet             | Zeit (s) |
| ----- | ------------------ | -------- |
| 1     | Florian Domenig    | 14,33    |
| 2     | Dominik Siedlaczek | 14,60    |
| 3     | Ivan Ferrighetto   | 15,04    |

### 400 m Hürden (91,4)
| Platz | Athlet          | Zeit (s) |
| ----- | --------------- | -------- |
| 1     | Dominik Hufnagl | 51,17    |
| 2     | Markus Kornfeld | 51,92    |
| 3     | Sebastian Gaugl | 53,10    |

### 4 × 100 m
| Platz | Athleten                                                                            | Zeit (s) |
| ----- | ----------------------------------------------------------------------------------- | -------- |
| 1     | Levin Gottl Markus Fuchs Andreas Meyer Chukwuma Nnamdi (ULC - Riverside Mödling)    | 41,05    |
| 2     | Noah Lachkovics Felix Einramhof Dominik Hufnagl David Markovic (SVS-Leichtathletik) | 41,94    |
| 3     | Sergej Brukner Lukas Weilharter Andreas Unger Ivan Ferrighetto (DSG Wien)           | 43,08    |

### Hochsprung
| Platz | Athlet            | Höhe (m) |
| ----- | ----------------- | -------- |
| 1     | Andreas Steinmetz | 2,03     |
| 2     | Ben Henkes        | 2,03     |
| 3     | Valentin Voit     | 2,03     |

### Stabhochsprung
| Platz | Athlet          | Höhe (m) |
| ----- | --------------- | -------- |
| 1     | Riccardo Klotz  | 5,15     |
| 2     | Pascal Kobelt   | 4,95     |
| 3     | Sebastian Ender | 4,85     |

### Weitsprung
| Platz | Athlet               | Weite (m) |
| ----- | -------------------- | --------- |
| 1     | Julian Kellerer      | 7,60      |
| 2     | Dominik Distelberger | 7,37      |
| 3     | Federico Kucher      | 7,18      |

### Dreisprung
| Platz | Athlet              | Weite (m) |
| ----- | ------------------- | --------- |
| 1     | Philipp Kronsteiner | 15,94     |
| 2     | Riccardo Klotz      | 14,32     |
| 3     | Felix Schultschik   | 14,24     |

### Kugel (7,26) kg
| Platz | Athlet             | Weite (m) |
| ----- | ------------------ | --------- |
| 1     | Heimo Kaspar       | 14,64     |
| 2     | Gerhard Zillner    | 13,98     |
| 3     | Dominik Siedlaczek | 13,97     |

### Diskus (2,0 kg)
| Platz | Athlet               | Weite (m) |
| ----- | -------------------- | --------- |
| 1     | Lukas Weisshaidinger | 64,53     |
| 2     | Armin Beham          | 47,67     |
| 3     | Marco Cozzoli        | 46,11     |

### Hammer (7,26 kg)
| Platz | Athlet         | Weite (m) |
| ----- | -------------- | --------- |
| 1     | Matthias Hayek | 60,48     |
| 2     | Marco Cozzoli  | 58,76     |
| 3     | Michael Hofer  | 51,59     |

### Speer (800 gr)
| Platz | Athlet           | Weite (m) |
| ----- | ---------------- | --------- |
| 1     | Adam Wiener      | 67,18     |
| 2     | Matthias Kaserer | 66,82     |
| 3     | Martin Strasser  | 65,73     |

### 3 × 1000 m (mU18)
| Platz | Athleten                                                            | Zeit (min) |
| ----- | ------------------------------------------------------------------- | ---------- |
| 1     | Andreas Pachler Morgan Schusser Florian Herbst (LAC Klagenfurt)     | 8:06,00    |
| 2     | Bastian Wagner David Fellner David Mayr (LCAV Jodl Packaging)       | 8:10,08    |
| 3     | Elias Lachkovics Bernhard Schmid Florian Jandl (SVS-Leichtathletik) | 8:39,56    |